# Don Franklin
Pour les articles homonymes, voir Franklin.
Don Franklin est un acteur américain né le 14 décembre 1960 à Chicago.

## Filmographie
- 1985 : Fast Forward (en) : Michael Stafford
- 1986 : Cosby Show (TV) : Greg Martinson
- 1988 : Moving (en) de Allan Meter : Kevin
- 1988 : Les Chevaliers de la nuit (Serie TV)
- 1990 - 1992 : L'Équipée du Poney Express (TV) : Noah Dixon
- 1993 - 1995 : SeaQuest, police des mers (TV) : Capitaine Jonathan Ford
- 1997 : Pour le meilleur (TV) : Derek Armstrong
- 1997 : Au-delà du réel : L'aventure continue (TV) : Tim McAllister
- 1997 : Chicago Hope : La Vie à tout prix (Chicago Hope) (TV) : Paul Hager
- 1997 : Asteroïde : Points d'impact (Asteroids: Deadly Impact) (TV) : Ben Dodd
- 1998 - 2000 : Sept jours pour agir (TV) : Craig Donovan
- 2001 : Washington Police (TV) : Adrian "A.J." Jenner
- 2003 : Le Rêve d'Anna (Anna's Dream) (TV) : Tommy Thompson
- 2003 : Méthode Zoé (TV) : Peter Callas
- 2003 : Spy Girls (TV) : Evan Harris
- 2005 : NCIS : Enquêtes spéciales (TV) : Agent Ron Sacks
- 2006 : Day Break (TV) : Randall Mathis
- 2006 : NCIS : Enquêtes spéciales (TV) : Agent Ron Sacks
- 2007 : Journeyman (TV) : Ed Macklin
- 2009 : Les Malheurs de Chrissa (An American Girl: Chrissa Stands Strong) (TV) : Mr. Beck
- 2013 : Bones (TV) : Docteur Art McGregor (saison 8 Épisode 15)